# Jo Ambros

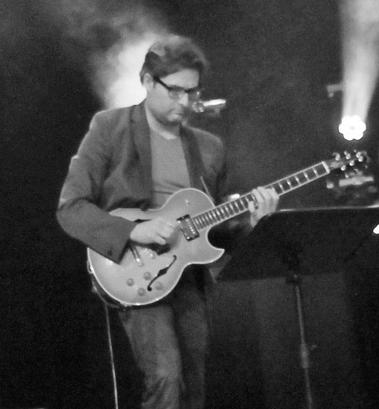
Jo Ambros beim Jazzfestival St. Ingbert 2016

Jo Ambros (* 3. September 1973 in Böblingen) ist ein deutscher Jazzmusiker und Gitarrist. 

## Leben und Wirken
Ambros lernte Gitarre bei Philipp Konowski und hat an den Hochschulen für Musik in Würzburg und bei Werner Acker an der Musikhochschule Stuttgart Jazz- und Popularmusik studiert (Abschluss 2002 mit Auszeichnung). Vom Deutschen Akademischen Austauschdienst erhielt er ein Stipendium für New York. Im Jahr 2001 war er Stipendiat der Kunststiftung Baden-Württemberg. Auf Einladung der Gesellschaft für Neue Musik Köln trat er im Rahmen des Wettbewerbs Live und Elektronik mit dem Ensemble Modern auf. Des Weiteren spielte er zu surrealen Stummfilmen (von Georges Méliès, Virgil Widrich, Luis Buñuel und Salvador Dalí) mit den Schlagzeuger Jogi Nestel Livemusik. 
Neben Konzerten mit Helen Schneider, Marcia Haydée, Giora Feidman, Les McCann oder den Pointer Sisters arbeitete er auch an Hörspielen  (mit Patrick Bebelaar und Frank Kroll), an Soundinstallationen mit der bildenden Künstlerin Eva Paulitsch (SoundCities, 1998) und im Theaterbereich (Theresas Traum, MuseumsQuartier Wien). 2004 erschien seine Solo-CD wanderlust. Er ist auch auf den CDs Reality Music von Torsten Krills frimfram collective zu hören (Vol. 1 nominiert für den Preis der Deutschen Schallplattenkritik 2004, Vol. 2. 2006). Mit dem dänisch-deutschen Jazzquartett mold spielte er 2002 die CD republic of ein (nominiert für den Dänischen Jazzpreis 2003). Weitere CDs entstanden mit David Orlowskys Klezmorim. Auf seinen Alben Bread and Roses (2020) (und auch How Many Times, 2022) beschäftigte er sich mit Liedern aus vielen Regionen der Welt, die sich mit Freiheit, Solidarität, Moral und Selbstbestimmung befassen.
Jo Ambros gilt als einer der interessantesten und vielseitigsten Jazzgitarristen der jüngeren Generation, stellte 2004 die Jury des Landes Baden-Württemberg fest. Für „seine große stilistische Breite sowie die Expressivität seiner künstlerischen Arbeit“ erhielt er in diesem Jahr den Jazzpreis Baden-Württemberg.